# Rhydderch ap Caradog
Rhydderch ap Caradog (overleden 1076) was een medeheerser in Deheubarth, het zuiden van Wales, met Rhys ab Owain.
In 1075 versloegen Rhys en Rhydderch Goronwy en Llywelyn ap Cadwgan, edelen uit Buellt die verbonden waren met Caradog ap Gruffudd, in de Slag bij de Camddwr. Het volgende jaar echter werd Rhydderch gedood door Meirchion ap Rhys. Caradog en Meirchion waren overigens familie van Rhydderch: Alle drie waren kleinzoon van Rhydderch ab Iestyn.